# Мотиш (Сибињ)
Мотиш (рум. Motiș) насеље је у Румунији у округу Сибињ у општини Ваља Виилор. Oпштина се налази на надморској висини од 421 m.

## Становништво
Према подацима из 2002. године у насељу је живело 582 становника.

### Попис2002.
| Расподела становништва по националности 2002.‍ | Расподела становништва по националности 2002.‍ | Расподела становништва по националности 2002.‍ | Расподела становништва по националности 2002.‍ | Расподела становништва по националности 2002.‍ |
| --------------------------------------------- | --------------------------------------------- | --------------------------------------------- | --------------------------------------------- | --------------------------------------------- |
|                                               |                                               |                                               |                                               |                                               |
| Румуни                                        | Румуни                                        |                                               | 546                                           | 94,5%                                         |
| Мађари                                        | Мађари                                        |                                               | 32                                            | 5,5%                                          |